# Stærosaurus
Andreas B. Stær, bedre kendt som Stærosaurus er en sanger og multiinstrumentalist fra Danmark.
Stærosaurus har udg EP'enStærosaurus EP i 2009. Alt er vigtigt udkom 7. april 2011 og den er produceret af Laurids Smedegaard (Before The Show) og mixet af Troels Høegh (Cody).
I 2014 udkom Store Hoved, som modtog fire ud af seks stjerner i musikmagasinet GAFFA.
Stærosaurus er en del af bandkollektivet CopCol.

## Diskografi
- Stærosaurus EP (2009, EP)
- Alt Er Vigtigt (2011)
- Store Hoved (2014)